# گورستان سید پوری ۲
قبرستان سید پوری ۲ مربوط به سده‌های متاخر دوران‌های تاریخی پس از اسلام است و در شهرستان سرباز، بخش مرکزی، دهستتان مورتان، ۲ کیلومتری جنوب روستای پشامگ واقع شده و این اثر در تاریخ ۲۷ اسفند ۱۳۸۷ با شمارهٔ ثبت ۲۶۲۰۸ به‌عنوان یکی از آثار ملی ایران به ثبت رسیده است.